# Lučšije pesni
Lučšije pesni (hrv. Najbolji hitovi) zbirka od najboljih pjesama ruskog glazbenika Nikolaja Noskova iz 2002. godine. Na albumu se nalazilo 16 skladbi.

## Popis pjesama
1. Eto zdorovo (Это здорово)
2. Ja tebja lublju (Я тебя люблю)
3. Paranoja (Паранойя)
4. Sneg (Снег)
5. Ja tebja prošu (Я тебя прошу)
6. Ja ne modnij (Я не модный)
7. Daj mne šans (Дай мне шанс)
8. Romans (Романс)
9. Zimjaa noć (Зимняя ночь)
10. Belajaa noć (Белая ночь)
11. Stekla i beton (Стёкла и бетон)
12. Dišu tišinoi (Дышу тишиной)
13. Dobroj noći (Доброй ночи)
14. Moj drug (Мой друг)
15. Primadonna (Примадонна)
16. Uznat' tebja (Узнать тебя)